# Rafel Evinent Muntaner
Rafel Evinent i Muntaner (Bunyola, Mallorca, 1726 – Palma, 1814) va ser un metge balear.
Fill de Bartomeu Evinent i de Joana Anna Muntaner, va estudiar medicina a la Universitat Literària de Palma, on s'hi va llicenciar el 1749. Posteriorment va ser catedràtic (1774-1809) d'aquesta Universitat. Es va casar amb Caterina Estades, però no tingueren descendència.
Va formar part del grup dels il·lustrats mallorquins i fou membre fundador de la Societat Econòmica d'Amics del País de Mallorca (1778). Fou també membre fundador de l'Acadèmia Medico-Pràctica de Mallorca (1788-1800) de la qual fou censor i president (1793-1799). Mestre del metge liberal Bernat Fiol Jaume (1778-1818), el va defensar quan fou acusat per la Inquisició de tenir llibres revolucionaris. Va ser membre corresponent del Real Jardín Botánico de Madrid des de 1755.

## Obres
- Breve instrucción de el modo, y medios de socorrer a los muertos aparentes, que se llaman asphiticos que la muy Ilustre Sociedad de Amigos del Pais de Mallorca publica en idioma español, y mallorquin para su mas cabal inteligencia; arreglada por los doctores en medicina y socios de la misma don Joseph Llabrès, Don Joaquin Jaquotot, y Don Rafael Evinent. Palma: Real Sociedad Económica de Amigos del País de Mallorca, 1779.
- "Proyecto de los Hospitales”, en Espiritu de los mejores diarios literarios que se publican en Europa (1790).